# Mount Monadnock
Mount Monadnock of Grand Monadnock is een berg van het type inselberg in Cheshire County in de Amerikaanse staat New Hampshire. Het is de meest prominente berg tussen de White Mountains van New Hampshire en de The Berkshires in Massachusetts, en is het hoogste punt in Cheshire County. Het heeft lange tijd bekendgestaan als een van de meest beklommen bergen in de wereld.
Met een hoogte van 965 meter boven zeeniveau is Mount Monadnock bijna 300 meter hoger dan iedere berg binnen de straal van 50 kilometer. De berg stijgt 600 meter boven het omringende landschap uit. Mount Monadnock ligt 100 kilometer ten noordwesten van Boston en 61 kilometer ten zuidwesten van Concord.
De kale, geïsoleerde en rotsachtige top van Mount Monadnock biedt een weids uitzicht. Een aantal wandelpaden leiden de berg op, waaronder de 180 kilometer lange Metacomet-Monadnock Trail en de 80 kilometer lange Monadnock-Sunapee Greenway.

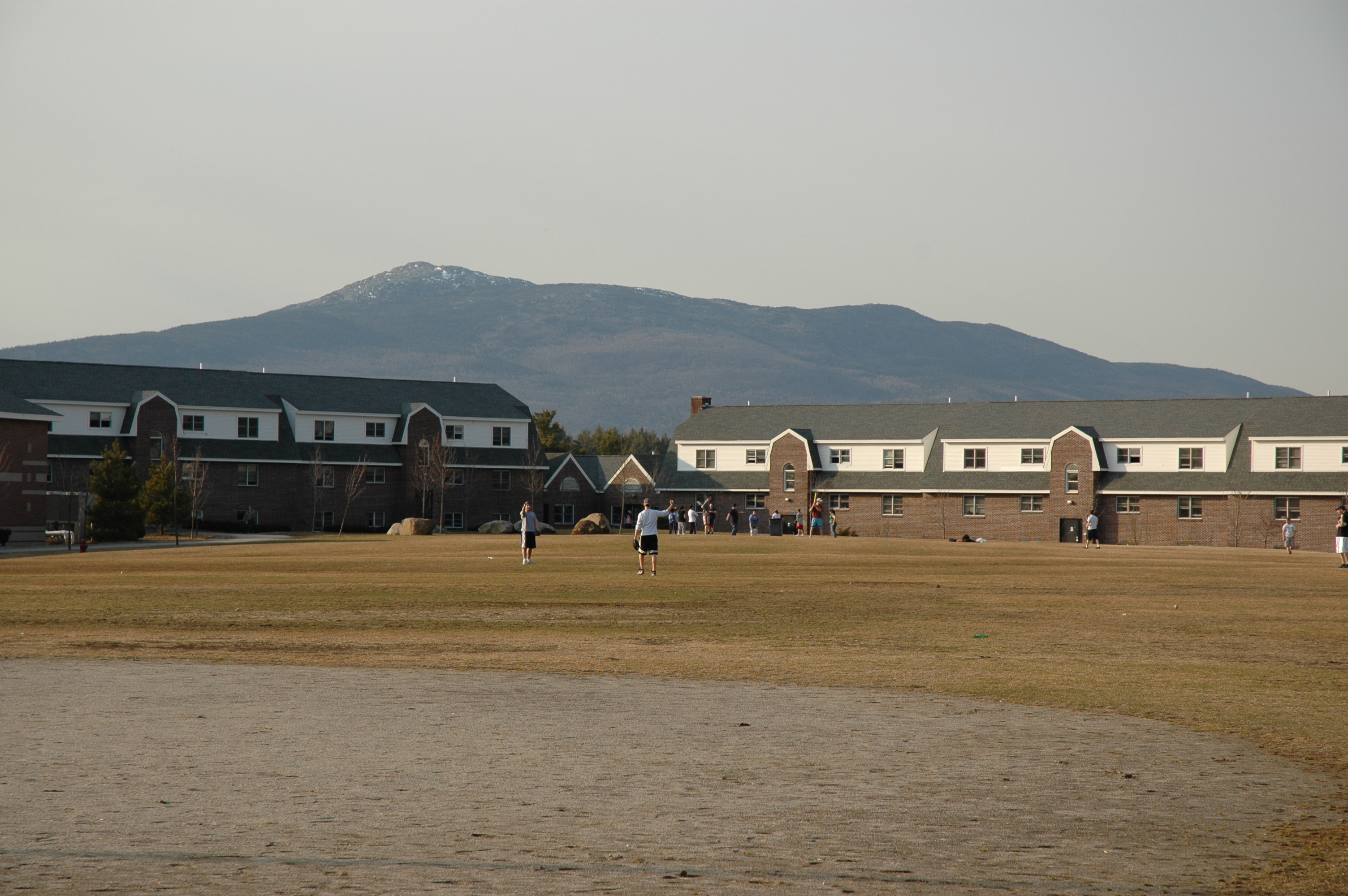
In de winter